# 죠스 언리쉬드
죠스 언리쉬드(영어: Jaws Unleached)는 아팔루사 인터랙티브가 만든 비디오 게임이다. 죠스라는 영화를 모체로 하여 만들어진 게임이다.

## 특징
죠스 언리쉬드(Jaws Unleashed)는 1975년에 만들어진 영화 죠스 (Jaws)에서 영감을 받은 2006년에 제작된 액션 어드벤처 비디오 게임이다. 상어를 주제로 하는 비디오 게임 중에 하나로 아팔루사 인터랙티브에서 개발하고 마제스코 엔터테인먼트에서 퍼블리싱했다. 이게임은 오픈 월드 게임 플레이를 특징으로 하며 플레이어는 큰 백상아리를 조종하고 물 속을 자유롭게 돌아다니며 다른 동물과 사람을 먹으면서 경로에 있는 모든 것을 파괴할 수 있다. 죠스 언리쉬드(Jaws Unleashed)는 각각 마이크로소프트 윈도우(Microsoft Windows), 엑스박스(Xbox), 플레이스테이션 2(PlayStation 2)용으로도 출시되었다. 죠스 언리쉬드는 리뷰 집계 웹사이트 메타크리틱에 따르면 모든 플랫폼에서 "혼합된" 리뷰를 받았다. 게임에 대한 대부분의 불만은 게임의 결함과 멈춤 및 카메라 문제에 집중되어 있다. 그럼에도 불구하고 이 게임은 엑스박스에서만 250,000장 이상 판매되어 상업적으로 성공을 거두었고 게임스팟의 "2006년 모두가 플레이한 최악의 게임" 상을 수상했다.

## 게임의 줄거리
첫 번째 영화의 사건 이후 30년이 지난 지금에 아미티 아일랜드는 섬의 경제를 개선하기 위해 인비런플러스와 같은 권위 있는 회사와 기업 관계를 맺으며 성장하고 있다. 섬 주변의 인구 증가와 산업 활동으로 인해 지구에서 가장 무시무시한 생물이자 게임의 주인공인 35피트(11m)의 거대한 백상아리도 매료되었다. 인비런플런스의 최고경영자 스티븐 쇼의 아들이 사나운 짐승에게 잡아먹히자 쇼는 유명한 상어 사냥꾼 크루스 래독을 고용하여 상어를 추적하고 죽인다. 한편 해양생물학자인 마이클 브로디는 연구를 위해 상어를 포획하려고 한다. 플레이어는 튜토리얼에서 상어의 컨트롤과 능력을 소개받은 플레이어는 여러 다이버를 죽이고 해변에서 수영하는 사람을 공격하는 법을 배우고, 부두 세트를 파괴해야 한다. 이 때 브로디가 나타나 상어를 포획하여 씨월드와 유사한 아미티의 해양에 있는 테마파크로 옮긴다. 상어는 저장 탱크에 갇히고, 그곳에서 브로디, 본, 쇼는 상어를 어떻게 해야 할지 논쟁한다. 쇼는 상어가 그의 아들을 죽였고 해변들을 위험에 빠뜨리고 있기 때문에 그 상어가 죽기를 원하는 반면 본 시장은 관광객들을 위해 그것을 전시하고 싶어 한다. 그들이 떠난 후, 상어는 저장 탱크에서 탈출하여 워터파크를 파괴한다. 전시 수조 중의 하나에서 상어는 거주자 범고래를 죽인다. 그 후에 플레이어는 자유롭게 돌아다닐 수 있다. 브로디는 인비런플러스의 씨시커 잠수함에서 방출되는 아음속 주파수가 아미티 주변의 상어를 더 공격적으로 만들고 인간을 공격하게 만든다는 것을 연구 결과로 발견했다고 시장에게 말한다. 시장은 브로디의 충고를 무시하고 잠수함을 유지하겠다고 고집한다. 상어는 한밤중에 해변 파티에 들어가 수영하는 사람들을 공격한다. 트럭이 폭발성 통을 물 속에 던지기 시작하면, 상어는 폭발성 통을 집어 기름으로 가득 찬 파이프 라인에 던진다. 배럴이 폭발하여 오일이 점화되면서 연쇄 반응을 일으켜 인비런플런스의 정유소 전체에 불이 붙고 바다로 붕괴된다. 그 후에 수중 시설을 파괴하고, 석유수송선을 파괴하고, 폭죽으로 가득 찬 바지선에 요트를 부딪쳐 쇼와 본 시장을 죽이는 등으로 더 많은 대학살을 일으킨다. 이것을 마지막 지푸라기라고 생각한 크루즈는 상어를 폭파시키려고 하지만 보트가 파괴되면서 죽임을 당한다. 브로디는 크루즈의 보트 범고래 II의 잔해 위에 폭탄을 떨어뜨린다. 상어가 죽었다고 생각한 브로디는 해안경비대의 헬리콥터에 탑승하여 날아가지만 상어는 살아있는 것으로 밝혀지고 헬리콥터를 따라가기 시작한다.

## 게임 플레이
죠스 언리쉬드에서 플레이어는 상어의 역할을 맡는다. 상어는 남쪽 끝에서 섬으로 처음 들어와서 만에 있는 자신을 발견한다. 코브에는 플레이어가 상어를 움직이고 다른 생물을 공격하는 것과 같은 컨트롤에 익숙해질 수 있도록 하는 튜토리얼이 있다. 상어에는 업그레이드 메뉴도 있다. 메인 메뉴 또는 일시 중지 메뉴에서 액세스할 수 있다. 업그레이드 포인트는 아미티 아일랜드 주변을 파괴하거나(레벨 및 자유 탐험 모드에서 할 수 있다.), 레벨을 완료하거나, 보너스 아이템을 수집하여 얻을 수 있으며, 그 중에서 가장 자주 발견되는 것은 보물 상자이다. 선택할 수 있는 다양한 업그레이드 기준이 있다. 플레이어는 상어의 힘, 속도, 배고픔, 건강 또는 정확도를 업그레이드하도록 선택할 수 있다. 게임 플레이 중에는 화면 오른쪽 하단에 HUD가 있다. 이 HUD에는 4미터와 플레이어에게 중요한 물체, 먹이 및 적의 위치를 알려주는 수중 음파 탐지기가 있다. 수중 음파 탐지기 위의 두 개의 평행 미터는 상어의 건강(오른쪽, 빨간색)과 배고픔(왼쪽, 녹색)을 나타낸다. 상어가 배가 고프면 체력이 감소하여 플레이어가 지속적으로 "먹게" 된다. 상어가 피해를 입으면 체력도 바도 감소한다. 마지막 2미터는 상어의 꼬리 채찍과 박치기 공격을 충전하는데 사용된다. 미터가 더 많이 채워질수록 공격이 더 강해진다. 미터는 수중 음파 탐지기의 왼쪽 사분면에 있으며 바깥쪽에는 머리 맞대기 미터가 있고 안쪽에는 테일 휩 미터가 있는 호를 따라 실행된다. 헤드 버트 미터는 충전 시 주황색, 완전 충전 시 깜박이며 테일 휩 미터와 동일하지만 주황색이 아닌 보라색이다.상어는 무기고에 독특한 공격을 가지고 있다. 상어는 주둥이로 물체를 내리치고, 꼬리 꼬리로 적을 채찍질하고, 물어뜯을 수 있으며, 플레이어가 능력을 업그레이드할 수 있는 충분한 포인트를 획득하면 "코르크 마개" 및 "몸통 폭탄"과 같은 새로운 공격이 잠금 해제된다. 코르크 마개 공격을 수행하려면 플레이어는 머리 박치기 미터와 꼬리 채찍 미터를 충전해야 한다. 먼저 머리를 박치고 꼬리 채찍 버튼에서 손을 떼면 상어가 빙글빙글 돌면서 따라오는 모든 것에 피해를 입힌다. 몸 폭탄을 터뜨리기 위해 그들은 단순히 박치기 미터를 충전하고, 상어를 위로 향하게 하고, 이동 버튼에서 손을 떼면 상어가 공중으로 날아올라 다시 아래로 내려간다.

## 평가
| 평론 점수 평론사 점수 PC PS2 엑스박스 에지 N/A 4/10 [ 1 ] 4/10 [ 1 ] 유로게이머 N/A N/A 3/10 [ 2 ] 게임 인포머 N/A 4.75/10 [ 3 ] 4.75/10 [ 3 ] 게임 레볼루션 N/A D− [ 4 ] D− [ 4 ] 게임프로 N/A 2.75/5 [ 5 ] 2.75/5 [ 5 ] 게임스팟 3.8/10 [ 6 ] 3.8/10 [ 7 ] 3.8/10 [ 7 ] 게임스파이 N/A [ 8 ] [ 8 ] 게임존 N/A 4.5/10 [ 9 ] 6.9/10 [ 10 ] IGN 6.1/10 [ 11 ] 7.4/10 [ 12 ] 7.4/10 [ 12 ] OPM (US) N/A [ 13 ] N/A OXM (US) N/A N/A 6.5/10 [ 14 ] PC 게이머 (US) 71% [ 15 ] N/A N/A The A.V. Club N/A D+ [ 16 ] D+ [ 16 ] 통합 점수 메타크리틱 55/100 [ 17 ] 52/100 [ 18 ] 51/100 [ 19 ] |        |         |          |
| 평론 점수 |        |         |          |
| 평론사 | 점수   | 점수    | 점수     |
| 평론사 | PC     | PS2     | 엑스박스 |
| 에지 | N/A    | 4/10    | 4/10     |
| 유로게이머 | N/A    | N/A     | 3/10     |
| 게임 인포머 | N/A    | 4.75/10 | 4.75/10  |
| 게임 레볼루션 | N/A    | D−      | D−       |
| 게임프로 | N/A    | 2.75/5  | 2.75/5   |
| 게임스팟 | 3.8/10 | 3.8/10  | 3.8/10   |
| 게임스파이 | N/A    | [ 8 ]   | [ 8 ]    |
| 게임존 | N/A    | 4.5/10  | 6.9/10   |
| IGN | 6.1/10 | 7.4/10  | 7.4/10   |
| OPM (US) | N/A    | [ 13 ]  | N/A      |
| OXM (US) | N/A    | N/A     | 6.5/10   |
| PC 게이머 (US) | 71%    | N/A     | N/A      |
| The A.V. Club | N/A    | D+      | D+       |
| 통합 점수 |        |         |          |
| 메타크리틱 | 55/100 | 52/100  | 51/100   |

## 같이 보기
- 상어
- 비디오 게임
- 아팔루사 인터랙티브
- 세가